# Havelaue
Havelaue is een gemeente in de Duitse deelstaat Brandenburg, en maakt deel uit van het Landkreis Havelland.
Havelaue telt 872 inwoners.

## Demografie
| Jaar | Inwoners |
| ---- | -------- |
| 1875 | 2 156    |
| 1890 | 2 043    |
| 1910 | 2 167    |
| 1925 | 2 011    |
| 1933 | 1 902    |
| 1939 | 1 826    |
| 1946 | 2 745    |
| 1950 | 2 546    |
| 1964 | 1 686    |
| 1971 | 1 636    |

| Jaar | Inwoners |
| ---- | -------- |
| 1981 | 1 239    |
| 1985 | 1 237    |
| 1989 | 1 196    |
| 1990 | 1 164    |
| 1991 | 1 118    |
| 1992 | 1 116    |
| 1993 | 1 114    |
| 1994 | 1 111    |
| 1995 | 1 075    |
| 1996 | 1 028    |

| Jaar | Inwoners |
| ---- | -------- |
| 1997 | 1 074    |
| 1998 | 1 064    |
| 1999 | 1 031    |
| 2000 | 1 013    |
| 2001 | 1 014    |
| 2002 | 997      |
| 2003 | 1 014    |
| 2004 | 1 036    |
| 2005 | 1 017    |
| 2006 | 999      |

| Jaar | Inwoners |
| ---- | -------- |
| 2007 | 998      |
| 2008 | 994      |
| 2009 | 988      |
| 2010 | 957      |
| 2011 | 926      |
| 2012 | 905      |
| 2013 | 885      |
| 2014 | 877      |
| 2015 | 878      |

Brieselang ·
Dallgow-Döberitz ·
Falkensee ·
Friesack ·
Gollenberg ·
Großderschau ·
Havelaue ·
Ketzin ·
Kleßen-Görne ·
Kotzen ·
Märkisch Luch ·
Milower Land ·
Mühlenberge ·
Nauen ·
Nennhausen ·
Paulinenaue ·
Pessin ·
Premnitz ·
Rathenow ·
Retzow ·
Rhinow ·
Schönwalde-Glien ·
Seeblick ·
Stechow-Ferchesar ·
Wiesenaue ·
Wustermark